# Annual Review of Immunology
Annual Review of Immunology è una rivista scientifica sottoposta a revisione paritaria e pubblicata dall'Annual Reviews. Pubblica un volume annuale di articoli di revisione relativi al campo dell'immunologia. È stata pubblicata per la prima volta nel 1983, avendo come caporedattore William E. Paul, che rimase in tale carica per i primi trent'anni. A partire dal 2022, il caporedattore è Wayne M. Yokoyama. Dal 2023, Annual Review of Immunology viene pubblicata in modalità di accesso aperto, secondo il modello editoriale del Subscribe to Open. Secondo il Journal Citation Reports, la rivista ha ricevuto un fattore di impatto per il 2023 pari a 26,9, posizionandosi al terzo posto tra le 181 riviste della categoria "Immunologia".

## Storia
Durante la Conferenza di metà inverno degli immunologi, tenutasi presso l'Asilomar Conference Grounds nel 1982, fu convocato un incontro di eminenti immunologi per discutere della necessità di una nuova rivista che pubblicasse articoli di revisione per la loro disciplina di riferimento. L'interesse era alto e molti partecipanti alla riunione concordarono sul fatto che una rivista del genere sarebbe stata utile e si offrirono di scrivere una revisione per il primo volume. L'Annual Review of Immunology fu pubblicata per la prima volta nel 1983, diventando così il venticinquesimo titolo nel catalogo dell'Annual Reviews. A partire dal 2021, è pubblicata sia online che in edizione a stampa. Alcuni dei suoi articoli sono disponibili online prima della data di pubblicazione del volume.

## Perimetro editoriale
L'Annual Review of Immunology identifica il suo perimetro editoriale con la copertura degli sviluppi più significativi nell'ambito dell'immunologia, compresi i processi del sistema immunitario, l'eziologia dei disturbi immunitari, i sistemi immunitari innato e adattativo, la produzione e la differenziazione delle cellule immunitarie, il controllo di agenti patogeni virali, batterici e parassitari. Di interesse è anche il controllo immunitario del cancro, dell'immunodeficienza e delle malattie autoimmuni.

## Indicizzazione
Gli abstract e gli articoli della rivista sono indicizzati da: Scopus, Science Citation Index Expanded, MEDLINE, EMBASE, Chemical Abstracts Core e Academic Search, tra gli altri.

## Processo editoriale
Al vertice dell'Annual Review of Immunology stanno il redattore o alcuni co-redattori. Il redattore è assistito dal comitato editoriale, che comprende i redattori associati, i membri regolari e, occasionalmente, dei redattori ospiti.
I membri ospiti partecipano su invito del direttore e hanno un mandato di un anno. Tutti gli altri membri del comitato editoriale sono nominati dal consiglio di amministrazione di Annual Reviews e hanno un mandato di cinque anni. Il comitato editoriale determina quali argomenti devono essere inclusi in ogni volume e sollecita revisioni da parte di autori qualificati. La revisione paritaria degli articoli accettati è effettuata dal comitato editoriale.

### Redattori dei volumi
Le date indicano gli anni di pubblicazione in cui qualcuno è stato accreditato come caporedattore o co-redattore di un volume di una rivista. Il processo di pianificazione di un volume inizia molto prima della sua pubblicazione. Un redattore poteva comunque essere presentato come caporedattore di un volume che aveva contribuito a pianificare, anche se era andato in pensione o deceduto prima della sua pubblicazione.
- William E. Paul (1983–2012)[10]
- Wayne M. Yokoyama e Dan Littman (2013–2018)[11][12]
- Yokoyama (2019–-)

### Comitato editoriale in carica
Al 2025, il comitato editoriale, oltreché dal redattore, risulta formato dai seguenti membri:
- Kristin A. Hogquist
- John J. O'Shea
- Avery August
- Gabrielle Belz
- Chen Dong
- Donna L. Farber
- Katherine A. Fitzgerald
- Tomohiro Kurosaki
- Jenny P.Y. Ting

Al 2022, era composto da:* Kristin A. Hogquist
- John J. O'Shea
- Avery August
- Gregory M. Barton
- Chen Dong
- Donna L. Farber
- Bana Jabri
- Erika L. Pearce
- Jenny P. Y. Ting